# Westerwald
Westerwald sunt munți traversați de Rin care fac parte din grupa Mittelgebirge. Se întind pe teritoriul landurilor Renania-Palatinat, Hessa și Renania de Nord - Westfalia din Germania. Înălțimea maximă a munților nu depășește 700 de m, punctul cel mai înalt fiind platoul „Fuchskauten” cu altitudinea de 657 m deasupra n.m.. Și regiunea geografică (zona) în care se află munții se numește tot „Westewald”.
Din punct de vedere geologic munții Westerwald sunt resturi de munți rotunjiți printr-o acțiune de erodare intensă de vârstă terțiară cu platouri mai înalte de bazalt. Zona munților se întinde pe o suprafață de 50 × 70 km, respectiv cca 3.000 km², fiind suprafața muntoasă cea mai întinsă din Germania. Regiunea este caracterizată printr-un relief colinar, 40 % acoperit cu păduri, cu exploatare de șisturi, argilă pentru industria ceramică, diabaz, bazalt ca piatră de construcție sau minereuri feroase pentru industria siderurgică. Din punct de vedere cultural și economic sunt munții cei mai cunoscuți din Germania, care, cu toate că au o înălțime relativ mică în comparație cu alte regiuni din Germania, au o climă rece.
În așa-numita zonă „Hohe Westerwald” au existat în perioada medievală trei curți de judecată (Gerichte sau Amtsbezirke): în Marienberg, Emmerichenhain și Neukirch; mai târziu administrația regiunii a fost preluată de ducii de Beilstein (Westerwald) (Hessa).

## Ape curgătoare
- Rin
- Sieg
- Dill
- Lahn

- Ape curgătoare mai mici:

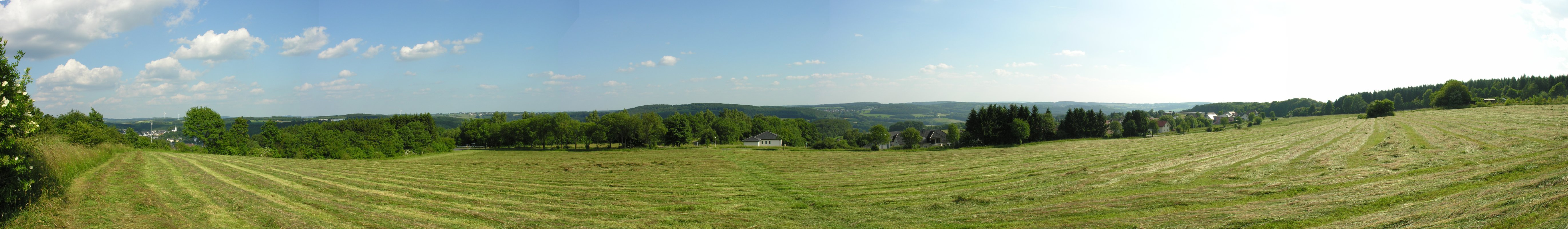
Westerwald la Marienberg

- Sayn, Wied, Nister, Elbach, Heller, Daade